# Teodolfo Mertel
Teodolfo Mertel (Allumiere, 9 de fevereiro de 1806 - Allumiere, 11 de julho de 1899) foi advogado, diácono e cardeal da Igreja Católica Romana . Ele foi o último cardeal a não ter sido ordenado pelo menos um padre. 

## Vida
Ele nasceu na cidade de Allumiere, na província de Lazio, então parte dos Estados papais , filho de Isidore Mertel, um padeiro da Baviera. Quando menino, estudou na escola paroquial local, operada pelos frades capuchinhos em Tolfa.  Ele então estudou no seminário em Montefiascone. Depois ele completou seu estudo das humanidades lá, ele participou da Universidade Sapienza de Roma, onde obteve um doutorado em ambos civil e direito canônico em 16 de julho de 1828. 
Mertel tornou-se advogado da Cúria Romana em 1831, onde foi rapidamente promovido ao cargo de juiz e depois ao Auditor da Câmera Romana Sagrada. Ele subiu pelas fileiras da Cúria. Entre seus cargos estava o de prefeito da Congregação de St. Ives, uma sociedade de advogados e procuradores, fornecendo defesa gratuita dos pobres nos tribunais. 
O Papa Pio IX o nomeou cardeal diácono em 15 de março de 1858, com sua igreja titular a da Basílica de Santo Eustáquio. Dois meses depois, em 16 de maio, o papa Pio o ordenou diácono, de modo que, no momento em que foi criado cardeal, ele ainda não estava em ordens sagradas - o último leigo da história a ser elevado à dignidade do cardeal. Mertel nunca foi ordenado sacerdote e, no momento de sua morte, foi o último cardeal a nunca ter sido ordenado sacerdote. Um resultado disso foi que ele assistiu à missa presidida por seu secretário Pietro Gasparri, que mais tarde se tornou um cardeal mais conhecido por seu papel na garantia do Tratado de Latrão com o Reino da Itália. 
Mertel participou do conclave de 1878, que elegeu o Papa Leão XIII. Durante as cerimônias de coroação, Mertel serviu como protodiácono e coroou o novo papa,  desde que o cardeal Protodiácono, Prospero Caterini, foi incapaz de fazê-lo devido a uma doença.  Em 1881, ele se tornou o cardeal Protodiácono após a morte do cardeal Caterini e também optou por mudar seu título para o da Igreja de Santa Maria na Via Lata, anteriormente ocupada pelo falecido cardeal.
O papa Leão nomeou Mertel o vice-chanceler da Santa Igreja Romana em 1884, cargo que ocupou até sua morte.  Naquela época, ele teve seu título alterado, desta vez para o da Basílica de San Lorenzo em Damaso, anexado à antiga Chancelaria dos Estados Papais e mantido por tradição pelos cardeais que ocupavam esse cargo.  Como o cardeal Mertel não era um sacerdote ordenado, o título de cardeal-sacerdote de San Lorenzo em Damaso foi tratado como um profissional de diaconia.
Nos seus últimos anos, Mertel se retirou para sua cidade natal, onde morreu em 1899. Sua vigília fúnebre foi realizada na Igreja da Assunção, a igreja principal da cidade, e depois foi enterrado no túmulo de sua família no Santuário da Madonna delle Grazie al Monte na cidade. 
Em 1917, dezoito anos após a morte do cardeal Mertel, o Papa Bento XV decretou, através do cânon 232 do Código de Direito Canônico de 1917, que todos os cardeais deveriam ser ordenados sacerdotes. 